# Villes
Villes és un municipi francès situat al departament de l'Ain i a la regió d'Alvèrnia-Roine-Alps. L'any 2007 tenia 351 habitants.

## Demografia

### Població
El 2007 la població de fet de Villes era de 351 persones. Hi havia 133 famílies de les quals 24 eren unipersonals (16 homes vivint sols i 8 dones vivint soles), 43 parelles sense fills, 62 parelles amb fills i 4 famílies monoparentals amb fills.
La població ha evolucionat segons el següent gràfic:
Habitants censats

### Habitatges
El 2007 hi havia 153 habitatges, 131 eren l'habitatge principal de la família, 15 eren segones residències i 6 estaven desocupats. 127 eren cases i 25 eren apartaments. Dels 131 habitatges principals, 101 estaven ocupats pels seus propietaris, 26 estaven llogats i ocupats pels llogaters i 4 estaven cedits a títol gratuït; 4 tenien dues cambres, 22 en tenien tres, 40 en tenien quatre i 65 en tenien cinc o més. 116 habitatges disposaven pel capbaix d'una plaça de pàrquing. A 35 habitatges hi havia un automòbil i a 90 n'hi havia dos o més.

### Piràmide de població
La piràmide de població per edats i sexe el 2009 era:
| Homes | Edats   | Dones |
| ----- | ------- | ----- |
| 0     | 95 o +  | 0     |
| 0     | 90 a 94 | 4     |
| 0     | 85 a 89 | 0     |
| 4     | 80 a 84 | 0     |
| 8     | 75 a 79 | 8     |
| 4     | 70 a 74 | 12    |
| 4     | 65 a 69 | 8     |
| 4     | 60 a 64 | 0     |
| 4     | 55 a 59 | 8     |
| 12    | 50 a 54 | 8     |
| 8     | 45 a 49 | 4     |
| 20    | 40 a 44 | 16    |
| 12    | 35 a 39 | 12    |
| 12    | 30 a 34 | 12    |
| 4     | 25 a 29 | 16    |
| 4     | 20 a 24 | 4     |
| 16    | 15 a 19 | 4     |
| 12    | 10 a 14 | 8     |
| 0     | 5 a 9   | 12    |
| 16    | 0 a 4   | 8     |

## Economia
El 2007 la població en edat de treballar era de 234 persones, 191 eren actives i 43 eren inactives. De les 191 persones actives 179 estaven ocupades (97 homes i 82 dones) i 13 estaven aturades (7 homes i 6 dones). De les 43 persones inactives 15 estaven jubilades, 17 estaven estudiant i 11 estaven classificades com a «altres inactius».

### Ingressos
El 2009 a Villes hi havia 132 unitats fiscals que integraven 359 persones, la mediana anual d'ingressos fiscals per persona era de 22.491 €.

### Activitats econòmiques
Dels 11 establiments que hi havia el 2007, 3 eren d'empreses de fabricació d'altres productes industrials, 2 d'empreses de construcció, 1 d'una empresa de comerç i reparació d'automòbils, 1 d'una empresa d'hostatgeria i restauració, 2 d'empreses immobiliàries, 1 d'una empresa de serveis i 1 d'una entitat de l'administració pública.
Dels 3 establiments de servei als particulars que hi havia el 2009, 2 eren fusteries i 1 restaurant.

## Equipaments sanitaris i escolars
El 2009 hi havia una escola elemental.

## Poblacions més properes
El següent diagrama mostra les poblacions més properes.